# Старое кладбище (Патни)

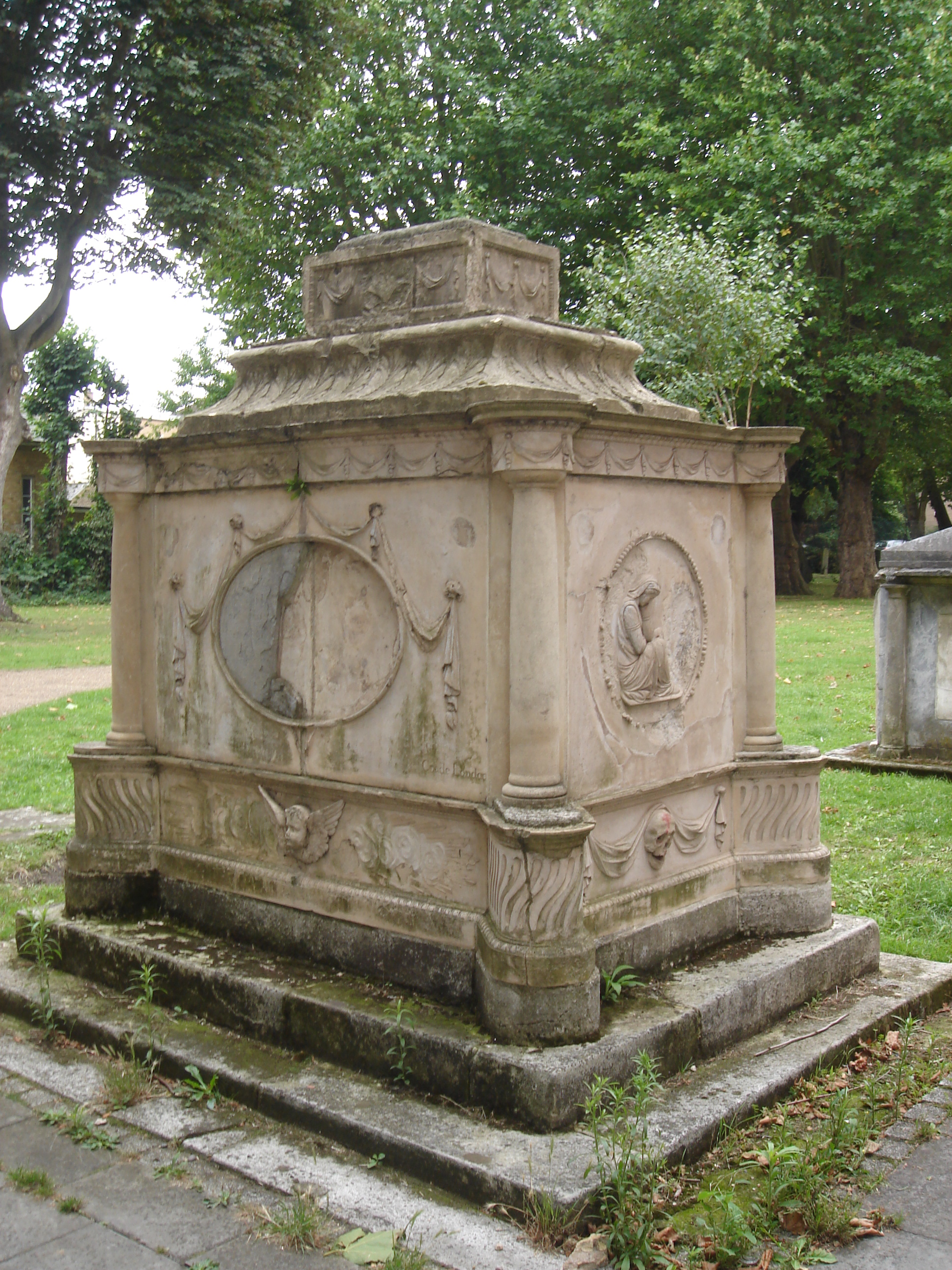
Могила Гарриет Томсон, кладбище Святой Марии, Патни, Лондон

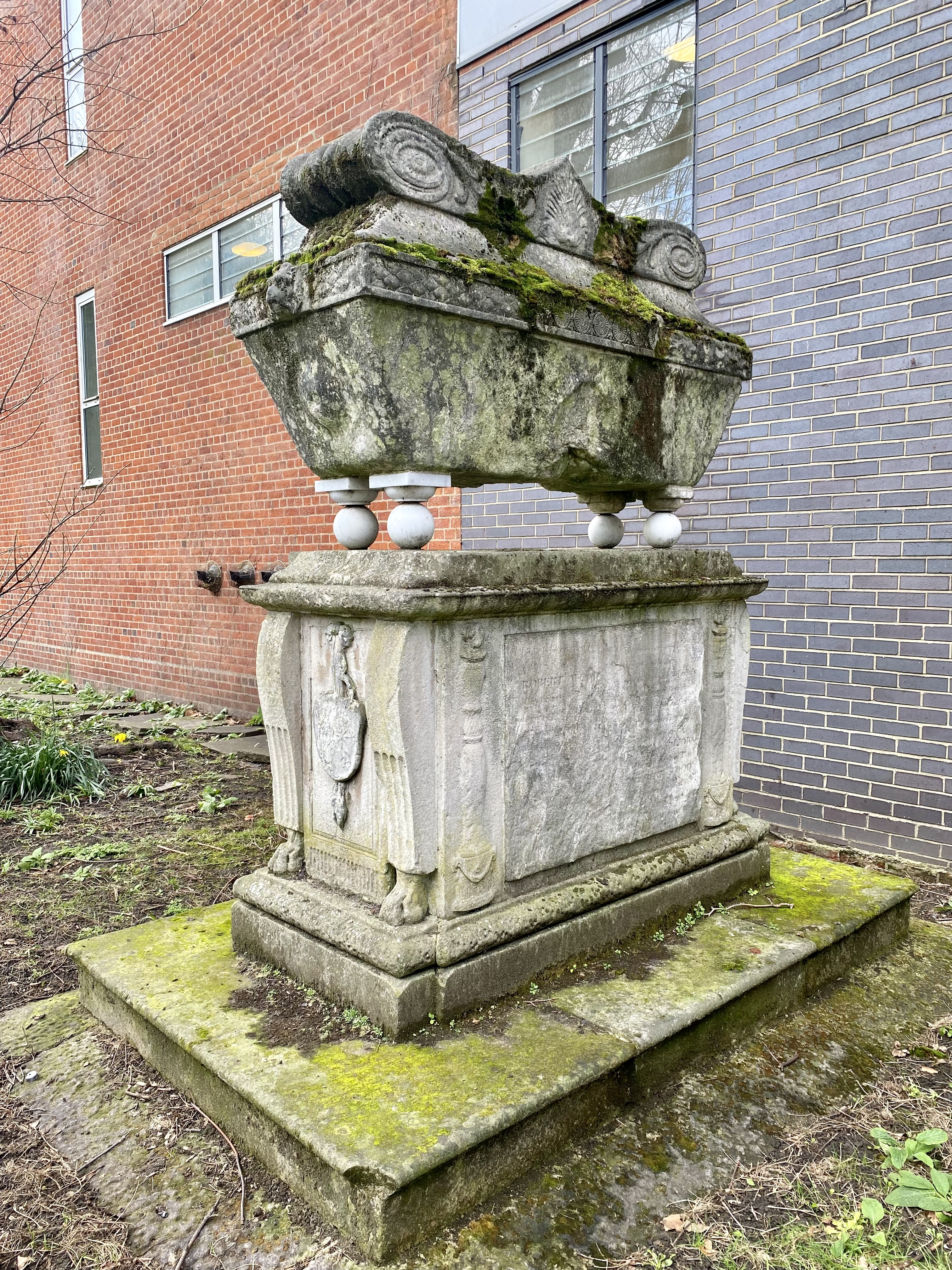
Могила Роберта Вуда

Старое кладбище Патни (англ. Putney Old Burial Ground) — общественный городской парк и бывшее кладбище в лондонском районе Уондсуэрт недалеко от центра города Патни.

## География
Парк имеет площадь 0,34 га, и в него можно попасть с Аппер-Ричмонд-роуд на северной стороне парка. Жилой дом Percy Laurie House и тренажёрный зал Daley Fitness находятся на западной стороне, Либеральная католическая церковь Всех Святых и Художественный театр Патни — на восточной стороне, а детский сад — на южной стороне.
Парк является частью заповедника Вест-Патни и приоритетной археологической зоны Уондсуэрта. Он находится в ведении городского совета Уондсуэрта.

## История
Кладбище было основано в 1763 году на земле, подаренной преподобным Роджером Петтивардом, чтобы обеспечить дополнительное место захоронениям церкви Святой Марии. Кладбище было закрыто для захоронений в 1854 году и было преобразовано в общественный сад, открывшийся в 1886 году. В 2005 году были проведены ремонтные работы на перилах, сиденьях и дорожках; в 2008 году городской совет Уондсуэрта запустил проект стоимостью 43 000 фунтов стерлингов по восстановлению некоторых надгробий XVIII века.

## Особенности и примечательные захоронения
Ворота и ограда на въезде в парк оригинальные, железные, есть небольшое здание морга.
Захоронения XVIII века включают четыре, занесённые в список II степени: усыпальница у входа в парк, могила археолога Роберта Вуда (1717–1771), торгового банкира Стратфорда Каннинга (1744–1787) и Джозефа Лукаса (ок. 1758–1833).
Есть также могила романистки XVIII века Гарриет Томсон (ок. 1719–1787), сделанная из камня, могила Уильяма Лидера (1767–1828), чей сын Джон Темпл Лидер дал землю для парка Сады Лидера в другом месте Патни и могила преподобного Ричарда Сент-Обина (1807–1849), сына сэра Джона Сент-Обина.

## Живая природа
Парк является объектом местного значения для охраны природы. На лужайках между могилами растут полевые цветы, а шесть вековых лондонских платанов дают тень папоротникам и мхам. В парке были обнаружены жуки-олени.

## Удобства
В парке есть места для сидения, но нет общественных туалетов, вход с собаками в парк запрещён. Близлежащий Художественный театр Патни ставит постановки под открытым небом в парке.

## Транспорт
Парк обслуживается автобусами 74 и 337 Transport for London, которые останавливаются на Аппер-Ричмонд-роуд; железнодорожная станция Патни (Юго-Западная железная дорога) находится в 5 минутах ходьбы от парка. Станция проката велосипедов Santander Cycles находится в 5 минутах ходьбы от парка.